# Salles-sous-Bois
Salles-sous-Bois is een gemeente in het Franse departement Drôme (regio Auvergne-Rhône-Alpes) en telt 190 inwoners (1999). De plaats maakt deel uit van het arrondissement Nyons.

## Geografie
De oppervlakte van Salles-sous-Bois bedraagt 9,7 km², de bevolkingsdichtheid is 19,6 inwoners per km².

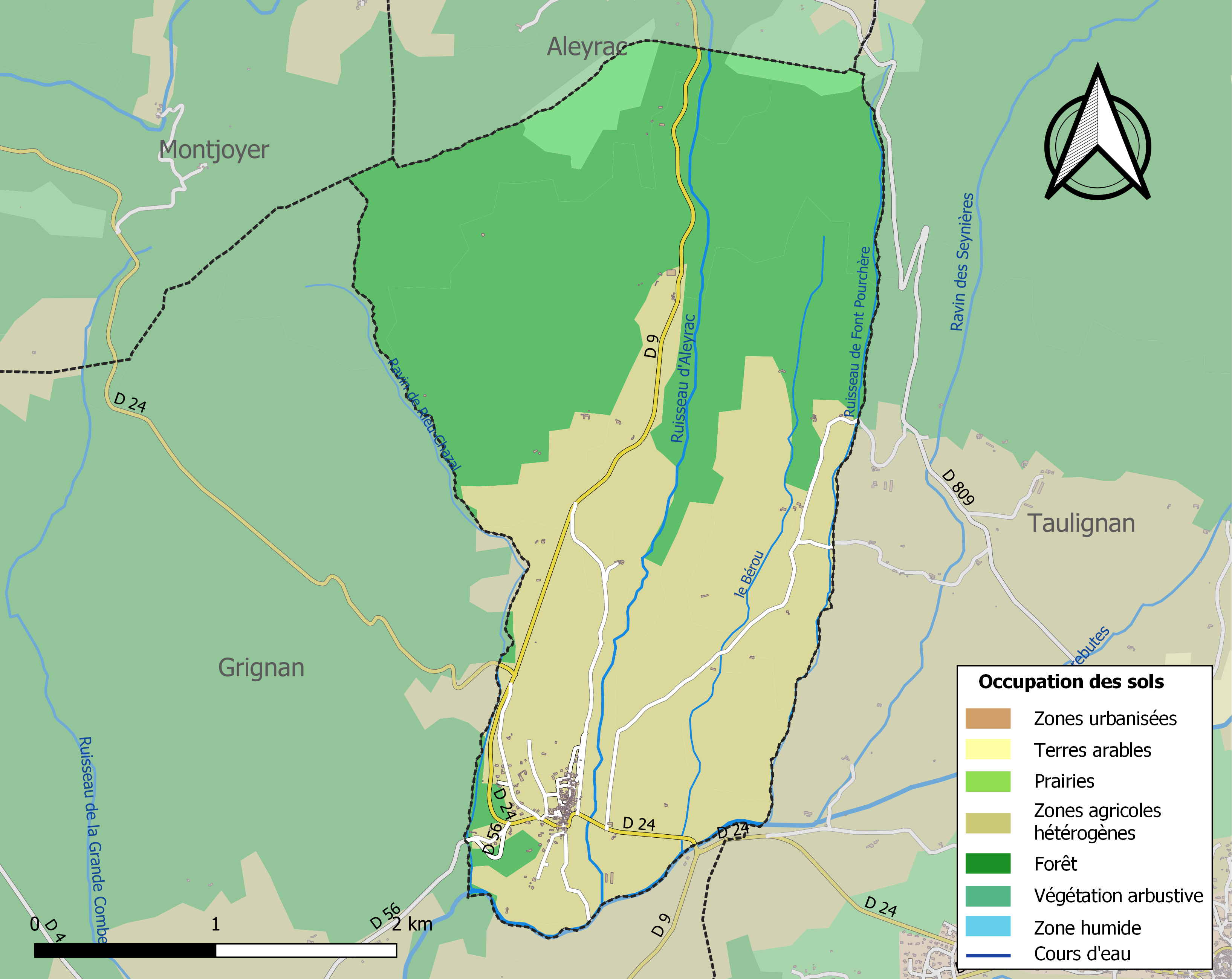
Kaart van de gemeente met belangrijkste infrastructuur, bodemgebruik en omliggende gemeenten

## Demografie
Onderstaande figuur toont het verloop van het inwonertal (bron: INSEE-tellingen).